# Association Sportive Elle-et-Vire Canoë-Kayak
L' A.S.E.V.de Condé-sur-Vire est une association sportive de canoë-kayak, basée à Condé-sur-Vire, en France. Historiquement spécialisée dans la course en ligne, elle s'est depuis ouverte vers le kayak-polo, discipline bien ancrée sur le plan régional.
Le club fournit régulièrement des sportifs à l'équipe de France, kayak-polo et course en ligne confondus, dont une sportive, Nathalie Marie, ayant participé aux Jeux olympiques d'Athènes en 2004, à ce jour la plus grande réussite du club.

## Personnalités

### Joueurs de kayak-polo
Équipe masculine senior N1 en 2014
- Thomas Tapin
- François Barbey
- Maxime Gohier
- Cornic Alan
- Saulnier Frédéric
- Briard Valentin

## Résultats sportifs

### Course en ligne
Nathalie Marie : Participation aux jeux olympiques 2004, multiple championne de France (dont un triplé en 2004).

### Kayak-polo Sénior Hommes
Championnat de France
- Champion de France 2014
- Champion de France 2011
- Champion de France 2010
- Champion de France 2009
- Champion de France 2008
- Champion de France 2007
- Champion de France 2006
- Champion de France 2005
- Champion de France 2004
- Vice-champion de France 2003
- Champion de France 2002
- Vice-champion de France 2001

Coupe d'Europe des clubs
- Médaille de Bronze coupe d'Europe des clubs 2013
- Médaille d'argent coupe d'Europe des clubs 2012
- Médaille d'or Coupe d'Europe des Clubs 2011
- Médaille de bronze Coupe d'Europe des Clubs 2008
- Médaille d'argent Coupe d'Europe des Clubs 2007
- Médaille d'argent Coupe d'Europe des Clubs 2006
- Médaille de bronze Coupe d'Europe des Clubs 2005
- Médaille de bronze Coupe d'Europe des Clubs 2004
- Médaille de bronze Coupe d'Europe des Clubs 2002

Coupe de France
- Médaille d'or Coupe de France 2008
- Médaille d'or Coupe de France 2006
- Médaille d'or Coupe de France 2004
- Médaille de bronze Coupe de France 2003
- Médaille d'argent Coupe de France 2002
- Médaille d'argent Coupe de France 2001